# Spathosternum planoantennatum
Spathosternum planoantennatum är en insektsart som beskrevs av Sigfrid Ingrisch 1986. Spathosternum planoantennatum ingår i släktet Spathosternum och familjen gräshoppor. Inga underarter finns listade i Catalogue of Life.